# Ulice zpívá
Ulice zpívá je film z roku 1939 v režii Vlasty Buriana, Čeňka Šlégla a Ladislava Broma v němž hlavní roli vytvořil Vlasta Burian.

## Děj
Klauni Emil Beruška alias Silvanea (Vlasta Burian) a jeho přítel Josef Rozhuda alias Revelli jsou zaměstnanci cirkusu. Jednou při představení se jim objeví v kouzelném stolku dítě, které tam odložila jeho matka (Lída Matoušková). A tak se ho ujali. Cirkus však tu noc vyhořel a klauni i s Francim – tak se to dítě jmenuje se začnou živit jako potulní zpěváci. Za pár let se z Francina (Antonín Novotný) stane dospělý muž. Z Emila se stane alkoholik, který je už úplně mimo. A do jejich hospodyně Lori (Marie Glázrová) se Franci zamiloval, při tom je zamilovaný i do vdovy Příhodové (Jiřina Šejbalová). S Lori však čeká dítě, aniž by to věděl. Jednou však spadne Emilovi na hlavu podivná krabička, kterou přes zeď hodil zloděj. V ní byl drahý náhrdelník a dva prsteny. Vetešník Puškvorec (Čeněk Šlégl) je chtěl hnedka koupit. Franci však dal dva prsteny do zastavárny a získal pět tisíc. Pak se všichni opili, Franci urazil Lori a zůstal s Příhodovou. Utekl s ní z domu. Po třech dnech se Emil a Josef probudili z opice a začali doma hospodařit, Lori si totiž našla místo v kavárně. Tam také viděla Franciho s Příhodovou a bylo jí divné, kde vzal tolik peněz. Dověděla se, co se stalo a řekla Emilovi a Josefu o dítěti, oba jí požádali o ruku. Pak vtrhnul do bytu Puškvorec a řekl, že Franci strašně utrácí, zajeli proto za něj do baru. Tam se všichni setkali (i s Francinem a Příhodovou) s inženýrem Hradilem a s panem Novotným (Ladislav Hemmer a Antonín Streit), zajdou k Hradilovi do vily ale tam Hradil zjistil, že náhrdelník, co má Příhodová na krku je právě ten, který jim někdo ukradl. Lori však celou situaci zachránila, vrátila náhrdelník, který Franci vyhodil, dostala 20 tisíc nálezného, vykoupila prsteny. Franci se dověděl, že je Lori těhotná a vzal si jí. Díky penězům – 19 000 si pořídili cirkus Sylvany, kde vystupovali…

## Poznámka
- Vlasta Burian ve svém 28. filmu v kariéře. Dokonce film spolurežíroval s Čeňkem Šléglem (vetešník Puškvorec) a Ladislavem Bromem, Čeněk Šlégl se ujal technické režie.

## V hlavní roli
- Vlasta Burian (role: klaun Silvanea, zpěvák a hráč na harmoniku Emil Beruška)

## Dále hrají
- Jaroslav Marvan (klaun Revelli, zpěvák a hráč na kytaru Josef Rozhuda)
- Antonín Novotný (Franci, jejich adoptivní syn)
- Marie Glázrová (Lori Navrátilová, jejich hospodyně a milá Franciho)
- Jiřina Šejbalová (vdova Katy Příhodová, Franciho milenka)
- Čeněk Šlégl (vetešník Puškvorec)
- Ladislav Hemmer (Ing. Hradil)
- Milada Gampeová (paní Hradilová, jeho matka)
- Antonín Streit (Karel Novotný, Hradilův přítel)
- Karel Postranecký (policejní inspektor)
- Vladimír Salač (Franci jako chlapec)
- Ella Nollová (sousedka Emila a Josefa)
- Lída Matoušková (matka Franciho)
- Jana Romanová (komorná u Hradilů Amálka)
- Ada Dohnal (vrchní v baru)
- Vladimír Pospíšil – Born (ředitel cirkusu Sylvany)
- Josef Venclů se svým orchestrem

## Autorský tým
- Námět: Pavel Schuek (divadelní hra)
- Scénář: Ladislav Brom, Čeněk Šlégl
- Režie: Vlasta Burian, Čeněk Šlégl, Ladislav Brom
- Kamera: Jaroslav Tuzar
- Hudba: Josef Dobeš, Jan Seehák
- Texty písní: Ladislav Brom
- Výroba: Bromfilm – Reiter film

## Technické údaje
- Rok výroby: 1939
- Premiéra: 22. září 1939
- Zvuk: zvukový
- Barva: černobílý
- Délka: 89 minut
- Druh filmu: komedie
- Země původu: Československo
- Jazyk: český
- Natočeno: v ateliéru a Praze